# 인지정
인지정은 충청북도 청주시 흥덕구에 있다. 2015년 4월 17일 청주시의 향토유적 제90호로 지정되었다.

## 개요
인지계에서 미호강 변에 세운 정자이다.